# Basavattige, Nanjangud
Basavattige là một làng thuộc tehsil Nanjangud, huyện Mysore, bang Karnataka, Ấn Độ.